# Camellia euryoides
Camellia euryoides là một loài thực vật có hoa trong họ Theaceae. Loài này được Lindl. mô tả khoa học đầu tiên năm 1826.